# Soudure à froid
 (juillet 2024).
Si vous disposez d'ouvrages ou d'articles de référence ou si vous connaissez des sites web de qualité traitant du thème abordé ici, merci de compléter l'article en donnant les références utiles à sa vérifiabilité et en les liant à la section « Notes et références ».
La soudure à froid, ou soudure par contact, est un procédé de soudure à l'état solide dans lequel la jonction entre les deux éléments à souder s'accomplit sans apport de chaleur et sans fusion à l'interface. Contrairement à la soudure classique à chaud, il n'y a pas de phase liquide (en fusion) présente dans la jonction. La soudure à froid a été reconnue comme un phénomène général de physique des matériaux dans les années 1940.

## Procédés
« La raison de ce comportement inattendu vient de ce que lorsque les atomes en contact sont tous de même nature, ils n'ont aucun moyen de « savoir » qu'ils sont présents dans des pièces de cuivre différentes. Lorsqu'il y a d'autres atomes, dans les oxydes et les graisses et d'autres sortes de contaminants de surface, les atomes « savent » qu'ils n'appartiennent pas au même objet. »

— Richard Feynman, Les cours de physique de Feynman, 12-2, Friction
L'aluminium, notamment, est toujours recouvert d'une couche d'oxyde sur Terre, l'alumine, mais en absence d'oxygène, par exemple dans l'espace, deux pièces de ce métal peuvent facilement se joindre[réf. souhaitée].